# Ford Escort (Chine)
La Ford Escort (chinois : 福特 福睿斯 ; pinyin : Fútè Fúruìsī) de la génération actuelle est une automobile compacte vendue sur le marché chinois, taïwanais et du Moyen-Orient par la Ford Motor Company. À la suite de l'annonce en mi-2013 de l'intention de faire revivre le nom "Escort" pour une voiture basée sur une ancienne version de la Ford Focus, Ford a lancé la nouvelle Escort en janvier 2015.

## Histoire et lignée
Ford avait utilisé le nom Escort sur trois modèles de voitures antérieures; d'abord sur une variante du Ford Squire vendu au Royaume-Uni de 1955 à 1961, puis sur la Ford Escort européenne, plus connue, vendue de 1968 à 2001, et la Ford Escort nord-américaine vendue entre 1980 et 2003.
En 2013, Ford a annoncé son intention de ressusciter la plaque signalétique «Escort» sur le marché chinois en 2014, avec une voiture compacte basée sur l'actuelle Ford Focus Classic, elle-même une version de la Ford Focus de deuxième génération. L'Escort chinoise a été conçue en Australie et elle était destinée à être la successeur technique de la Focus Classic et à être positionnée en-dessous de l'actuelle Ford Focus de troisième génération.
Lors de son lancement, la première génération de Ford Focus avait elle-même remplacé les gammes Escort européenne et nord-américaine sur leurs marchés respectifs.

## Caractéristique
La Ford Escort du marché chinois est basée sur la Ford Focus de deuxième génération (2004-2011) fabriquée en Chine, appelée Focus Classic, et construite sur la plate-forme C1 de Ford. La Focus Classic est fabriquée et vendue aux côtés de la Ford Focus de troisième génération. En Chine, la plate-forme qui sous-tend l'Escort s'appelle C1 MCA et elle est produite en Chine par la co-entreprise Changan-Ford. La puissance de la Ford Escort du marché chinois provient d'un moteur essence à quatre cylindres de 1,5 litre produisant 113 ch et 142 nm, couplé à une transmission manuelle à cinq vitesses ou à une transmission automatique à six vitesses.

## Accueil
Le magazine et site Web britannique Autocar a attribué à l'Escort trois étoiles sur cinq, exprimant sa surprise que le nom Escort ait été relancé pour un marché où il n'avait aucun héritage et commentant que "le nom Escort est d'un autre âge [et] c'est essentiellement une voiture bon marché bricolée à partir de la boîte des pièces de Ford". Ils ont également noté que la suspension avait été ajustée pour s'adapter aux conditions routières chinoises, mais ils ont déclaré qu'ils ne pensaient pas qu'elle semblait assez bon marché pour le marché visé.
En avril 2018, plus de 800 000 exemplaires de l'Escort du marché chinois ont été vendus depuis le lancement du modèle en décembre 2014.

## Lifting de 2018
La Ford Escort marché chinois a fait peau neuve en avril 2018 pour être plus en phase avec la Focus de quatrième génération dévoilée en même temps. Les améliorations comprennent un extérieur légèrement révisé, qui semble s'inspirer de la gamme Focus mise à jour, avec des phares plus grands et des feux arrière redessinés. L'Escort berline reliftée de 2018 est propulsée par un nouveau moteur essence «Ti-VCT» de 1,5 litre. Les fonctionnalités supplémentaires incluent le contrôle électronique de la stabilité, désormais standard, rideaux gonflables latéraux, moniteurs de pression des pneus, sièges avant à réglage électrique avec mémoire, rétroviseurs extérieurs rabattables électriquement avec mémoire, écran de 8,0 pouces pour le système d'infodivertissement à écran tactile, caméra de vision arrière, phares et essuie-glaces automatiques et entrée sans clé avec démarrage à bouton-poussoir.

## Lifting de 2021
L'Escort reliftée en 2021 mesure 4,63 mètres (182,2 pouces) de long, 1,82 mètre (71,6 pouces) de large et 1,49 mètre (58,6 pouces) de haut, avec un empattement de 2,68 mètres (105,5 pouces). La voiture est propulsée par un moteur essence à aspiration naturelle de 1,5 litre produisant 122 chevaux et il est couplé à une boîte manuelle ou à une transmission automatique à six vitesses. Le lifting comporte des extrémités avant et arrière entièrement repensées, un intérieur relooké avec un écran de 10,25 pouces et jantes de 15 pouces en alliages standard ou jantes de 16 pouces en alliages en option pour les niveaux de finition haut de gammes.